# ヴィコピザーノ
ヴィコピザーノ（伊: Vicopisano）は、イタリア共和国トスカーナ州ピサ県にある、人口約8,600人の基礎自治体（コムーネ）。

## 地理

### 位置・広がり

#### 隣接コムーネ
隣接するコムーネは以下の通り。
- ビエンティナ
- ブーティ
- カルチ
- カルチナーイア
- カーシナ
- サン・ジュリアーノ・テルメ

### 気候分類・地震分類
ヴィコピザーノにおけるイタリアの気候分類 (it) および度日は、zona D, 1858 GGである。
また、イタリアの地震リスク階級 (it) では、zona 3 (sismicità bassa) に分類される。

## 行政

### 分離集落
ヴィコピザーノには、以下の分離集落（フラツィオーネ）がある。
- Caprona, Cevoli, Cucigliana, Guerrazzi, Lugnano, Noce, San Giovanni alla Vena, Uliveto Terme